# Pugilato ai XV Giochi del Mediterraneo
I tornei di  Pugilato ai XV Giochi del Mediterraneo si sono svolti presso la Los Ángeles Sports Hall di Almería.
Ogni Paese ha potuto iscrivere al massimo 1 pugile per ogni categoria (vedi tabella).

## Risultati
| Evento | Oro                | Argento         | Bronzo                              |
|        |                    |                 |                                     |
| 48 kg  | Alfonso Pinto      | Amjad Aouda     | Kelvin de la Nieve Abdülkadir Koçak |
| 51 kg  | Atagün Yalçınkaya  | Walid Cherif    | Juan Padilla Mohamed Eliwa          |
| 54 kg  | Ali Hallab         | Mohamed Amiriek | Serdar Avci Andrija Bogdanovic      |
| 57 kg  | Yaser Shigan       | Ovidiu Bobîrnat | Aboubaker Seddik Lbida Yakup Kilic  |
| 60 kg  | Domenico Valentino | Selçuk Aydın    | Mohamed Beldjord Orestis Saridis    |
| 64 kg  | Adriani Vastine    | Milan Piperski  | Önder Şipal José Guttierez          |
| 69 kg  | Bülent Ulusoy      | Xavier Noel     | Choayb Oussaci Borna Katalinic      |
| 75 kg  | Mohamed Hikal      | Savas Kaya      | Nikola Sjekloca Mamadou Diambang    |
| 81 kg  | Mourad Sahraoui    | Yildirim Tarhan | Mario Sivolija Robert Kramberger    |
| 91 kg  | Clemente Russo     | Mohamed Homrani | Vedran Đipalo Newfel Ouatah         |
| +91 kg | Roberto Cammarelle | Mohamed Samoudi | Milan Vasiljevic Bakr Shouman       |

## Medagliere
| Posizione | Paese               |    |    |    | Totale |
| --------- | ------------------- | -- | -- | -- | ------ |
| 1         | Italia              | 4  | 0  | 0  | 4      |
| 2         | Turchia             | 2  | 3  | 4  | 9      |
| 3         | Francia             | 2  | 2  | 2  | 6      |
| 4         | Siria               | 1  | 2  | 0  | 3      |
| 4         | Tunisia             | 1  | 2  | 0  | 3      |
| 6         | Egitto              | 1  | 0  | 2  | 3      |
| 7         | Serbia e Montenegro | 0  | 1  | 3  | 4      |
| 8         | Cipro               | 0  | 1  | 0  | 1      |
| 9         | Croazia             | 0  | 0  | 3  | 3      |
| 9         | Spagna              | 0  | 0  | 3  | 3      |
| 11        | Algeria             | 0  | 0  | 2  | 2      |
| 12        | Grecia              | 0  | 0  | 1  | 1      |
| 12        | Marocco             | 0  | 0  | 1  | 1      |
| 12        | Slovenia            | 0  | 0  | 1  | 1      |
| Totale    | Totale              | 11 | 11 | 22 | 44     |